# Chiesa dei Santi Siro e Materno
La basilica prepositurale plebana dei Santi Siro e Materno è la parrocchiale di Desio, in provincia di Monza e Brianza ed arcidiocesi di Milano; fa parte del decanato di Desio.

## Storia

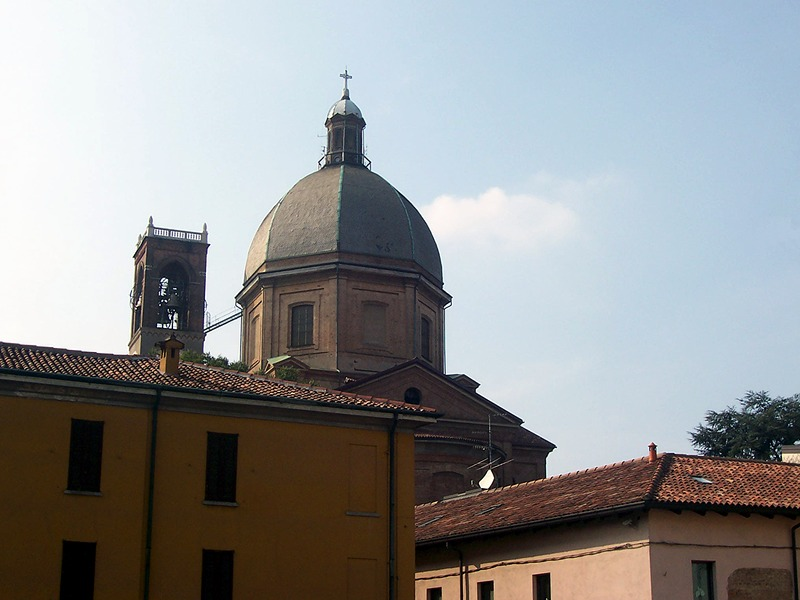
La cupola della chiesa

La primitiva chiesa di Desio sorse nel VII secolo ad opera dell'arcivescovo di Milano Giovanni il Buono.
Nel Liber Notitiae Sanctorum Mediolani si legge che la pieve di Desio aveva come filiali le chiese di Nova, Sant'Agata, San Bartolomeo Apostolo, San Francesco, San Giovanni Battista e San Pietro a Desio, Santa Giuliana presso l'omonima cascina di Muggiò, Santa Maria, San Martino, San Michele, San Pancrazio a Paderno, San Maurizio, San Pancrazio a Palazzolo, Seregno, Santa Maria, San Michele, San Pietro a Varedo, Santo Stefano e Santa Maria a Vedano, San Marco e San Martino a Balsamo, Sant-Andrea, San Damiano e San Martino Vescovo a Biassono, Cinisello, Bovisio, Santi Filippo e Giacomo, San Martino a Cusano, Dugnano, Incirano, Lissone, San Nazaro, San Protaso a Macherio, Masciago e San Pietro.
Dalla Notitia cleri del 1398 s'apprende che il capitolo di Dssio era composto dal previsto e da undici canonici; tale situazione è confermata nel XV secolo.
Nel XVI secolo, successivamente al concilio di Trento, la pieve di Desio divenne a capo di un vicariato che comprendeva, oltre alla parrocchia desiana, quelle di Balsamo, Biassono, Bovisio, Cinisello, Cusano, Dugnano, Lissone, Macherio, Muggiò, Nova Milanese, Paderno, Palazzolo, Seregno, Varedo e Vedano al Lambro.
I lavori di costruzione dell'attuale parrocchiale, progettata da Camillo Ciniselli, iniziarono nel 1652 e terminarono nel 1744 con la consacrazione, impartita dall'arcivescovo di Milano cardinal Giuseppe Pozzobonelli. In quello stesso anno il delegato arcivescovile Antonio Verri, compiendo la sua visita, annotò che la chiesa prepositurale desiana aveva come filiali gli oratori di Santa Maria, San Bartolomeo Apostolo, Santi Apollinare e Giorgio in località San Giorgio, Santa Caterina d'Alessandria Vergine e Martire, San Pietro al Dosso, San Carlo e San Giuseppe.
Nel XIX secolo la chiesa, essendosi rivelata insufficiente a soddisfare le esigenze della popolazione, fu ingrandita tramite l'edificazione del transetto; in quell'occasione venne realizzata la cupola e la parrocchiale fu riconsacrata il 24 agosto 1895 dal cardinale arcivescovo Andrea Carlo Ferrari.
Il 7 dicembre 1936 viene elevata a Basilica Minore per decisione di papa Pio XI.
Nel 1972 il vicariato di Desio venne trasformato nel decanato omonimo, come stabilito dal decreto dell'arcivescovo Giovanni Colombo. La chiesa subì degli interventi di restauro all'inizio del XXI secolo.

## Descrizione

### Esterno

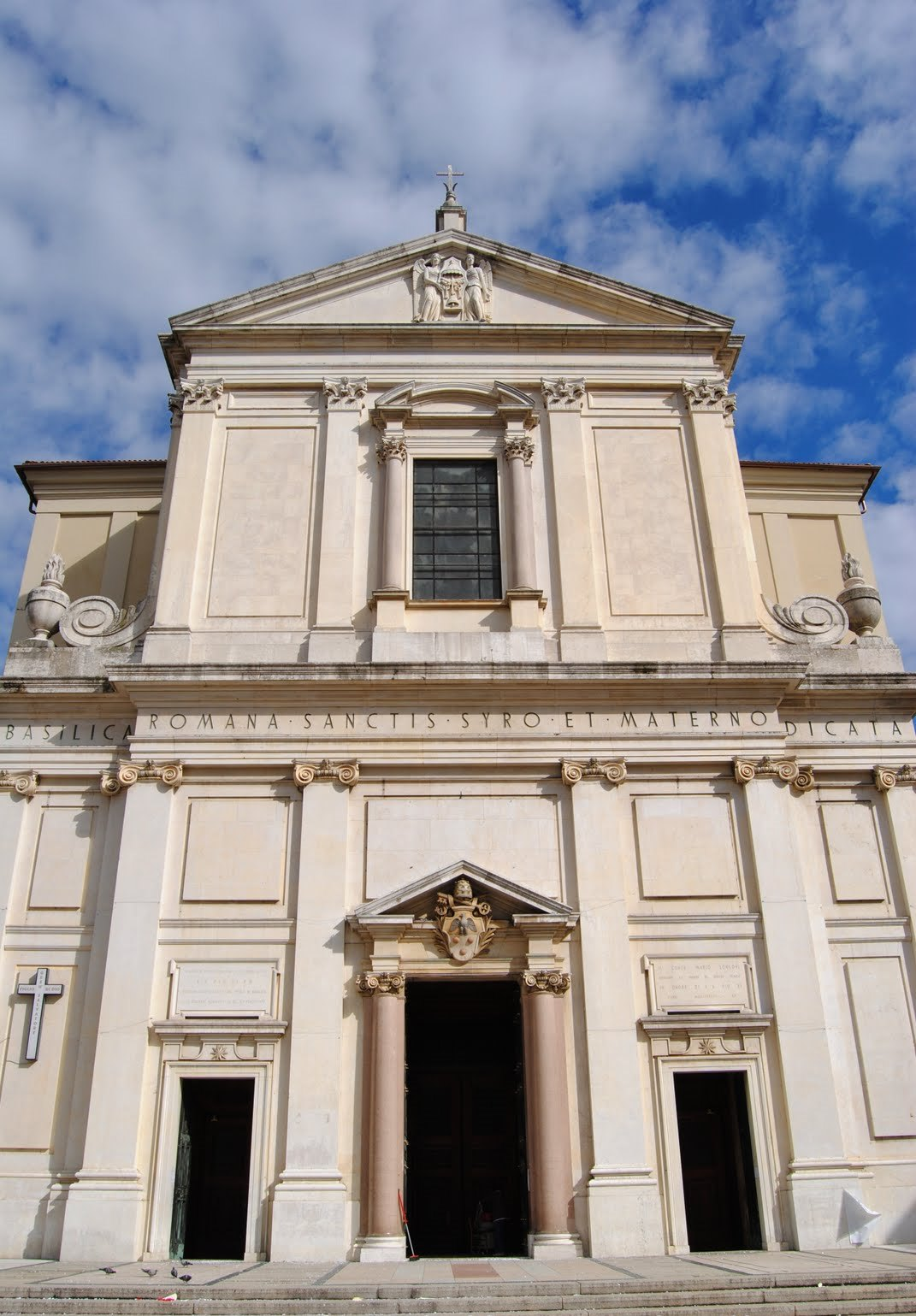
La facciata della chiesa

La facciata della chiesa, che è scandita da lesene ioniche e che è divisa in due registri da una cornice marcapiano, presenta tre portali, il maggiore dei quali è posto tra due colonne sovrastante da un timpano; l'ordine superiore presenta una finestra caratterizzata da un timpano curvilineo e sopra di esso vi è il timpano triangolare.

### Interno
L'interno della chiesa è ad un'unica navata con cappelle laterali e volta a botte; nel punto in cui il transetto incrocia la navata vi è la cupola.
Opere di pregio conservate all'interno sono l'affresco della cupola ritraente la Gloria dei Santi Siro e Materno, il barocco altare maggiore, dell'architetto Giuseppe Merlo, costruito nel 1744 dal Nava e dall'Antignani, le pale con l'Ingresso di Gesù in Gerusalemme e Gesù ed i fanciulli, eseguite da Mauro Conconi rispettivamente nel 1861 e nel 1858, e la tela avente come soggetto la Madonna con il Bambino e Santi, realizzata da Stefano De Fedeli nel 1480.
La torre campanaria, che ancora oggi è possibile vedere, ha origini risalenti all'inizio del Quattrocento quando dovette essere ricostruita dopo che la precedente era stata incendiata dai ghibellini milanesi per snidare i guelfi che vi si erano assediati all'interno. La base dell'antica torre campanaria venne inglobata nel '500 al resto della chiesa per andare a comporre il battistero. Il suo concerto di campane realizzato dal fonditore varesino Felice Bizzozero nel 1843 per le sue qualità timbriche è annoverato tra le migliori campane fuse nel mondo. Il Campanone (Lab2, tuttora conservato nella casa del Papa) a seguito di un'incrinatura venne sostituita nel 2010 ad opera della Fonderia di campane Allanconi di Bolzone di Ripalta Cremasca (Crema), che con una campana dalle buone qualità timbriche è riuscita a preservare la bellezza originale del Concerto. Il suono delle campane è a doppio sistema (elettrico e manuale). Sono state effettuate quattro incisioni discografiche di queste campane. È tuttora attivo il "Gruppo Campanari della Basilica di Desio", formatosi già dal 1799 in concomitanza della fusione di un primitivo concerto di 5 campane, a cui successe un altro da 6 per poi arrivare all'attuale. Nel 2003 la città di Desio ha ospitato il Raduno Nazionale Campanari. Nel 2021 il "Gruppo Campanari della Basilica di Desio" è stato insignito della massima onorificenza civica: la "Corona Turrita" per l'attività plurisecolare e l'alto valore etnoculturale che preserva.